# Nicola Badaloni
Nicola Badaloni, född 1925 i Livorno, död 20 januari 2005, var en italiensk politiker, filosof och filosofihistoriker.
Badaloni var marxist och kombinerade sin akademiska verksamhet med politik. Han var bl.a. borgmästare i Livorno mellan 1954 och 1966 och ingick i Italienska kommunistpartiets centralkommitté. Som filosofihistoriker behandlade han bland andra Niccolò Franco, Gerolamo Fracastoro och Antonio Conti.